# OK Dinamo Zagreb

OK Dinamo Zagreb je ženski odbojkaški klub iz Zagreba. Osnovala ga je 24. srpnja 2006. godine grupa studenata, ali ubrzo su izgubili prava na dvoranu i klub je prešao u mirovanje. Nino Matjačić, jedan od osnivača, obnovio ga je u proljeće 2015.

## Poznate igračice
- Maja Poljak
- Senna Ušić
- Mia Jerkov
- Katarina Barun-Šušnjar

## Vanjske poveznice
- Službena stranica